# Мстиславльський замок
Мстиславльський замок — замок, який існував у XIV — XVIII ст. y Мстиславі. Він розташовувався на місці городища Замкова гора 12-13 ст., на високому правому березі р. Вихра.

## Опис
Замок був оточений широкими (60-100 м) і глибокими (понад 25 м) ярами та кільцевим валом, заввишки 6-7 м зі східного та південного боків, завширшки біля основи 15-18 м. На вершині тут були зрубові оборонні споруди — городня, багатоярусна вежа та в'їзна брама. Периметр фортечних укріплень перевищував 800 м. Високий міст на палях сполучав замок із містом.
На найвищому пагорбі замку, де колись проходила вулиця, була дерев'яна восьмигранна вежа-донжон діаметром 14-15 м, побудована в 14-15 ст. Храм розташований у нижньому ярусі вежі. Донжон у Мстиславі — унікальна і поки що єдина в усій Східній Європі дерев'яна оборонна споруда баштового типу. Під вежею-донжоном, побудованою з ялинових колод, відкрилася дубова оборонна споруда середини ХІІІ ст., яка складалася з тристінних зрубів.

## Історія
Мстиславльський замок вважався найважливішим стратегічним замком Посожжя на кордоні Великого Князівства Литовського та Московської держави, тому він пережив багато облог та воєн. У 1389 р. протягом 11 днів воно було обложене військом смоленського князя Святослава Івановича. Під час міжусобної війни 1432—1439 років між великим князем литовським Свидригайлом і Сигізмундом Кейстутовичем Мстиславльський замок був єдиним у Білорусі, який не здався війську останнього і витримав тритижневу облогу. У 1500, 1502, 1508 (двічі) і 1514 р. він був обложений московськими військами. Після надання Мстиславу магдебурзького права в 1634 році замок ще більше зміцнився.

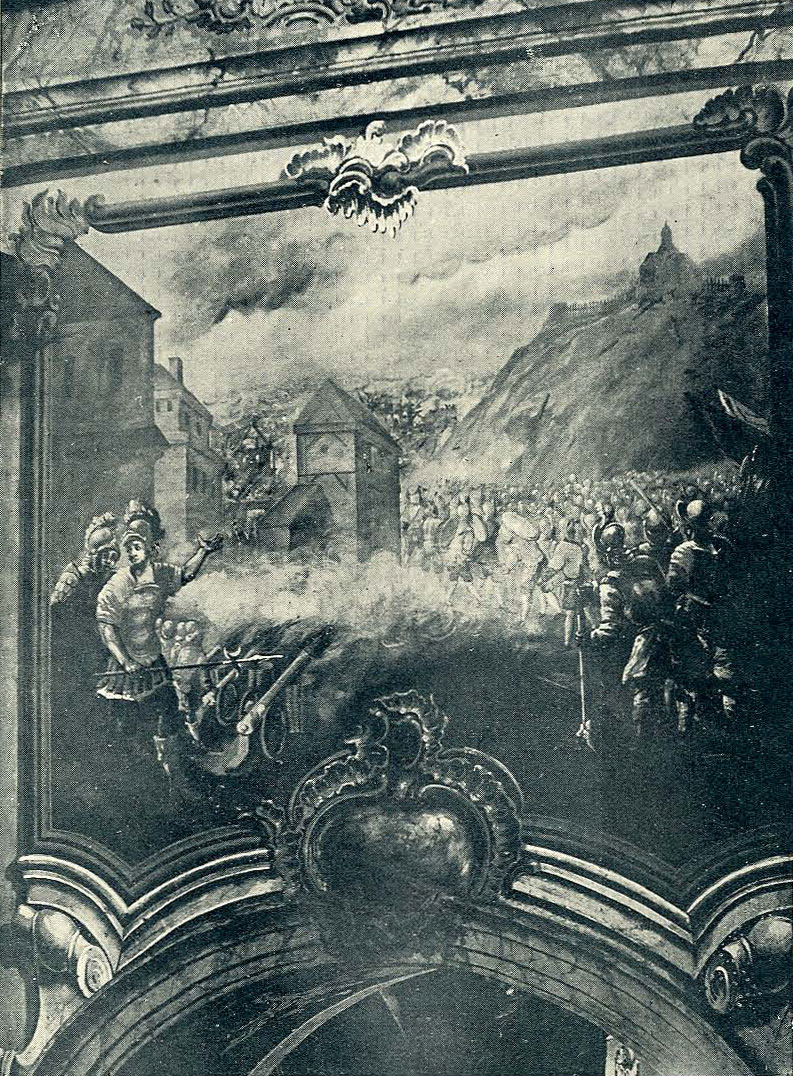
Фреска «Штурм Мстиславльського замку московським військом князя Трубецького в 1654 р.» Фотографія 1912 р.

Під час війни між Росією та Річчю Посполитою 1654-67 рр. та в липні 1654 р. московські війська оточили Мстислав та замок. У результаті 4 нападів 22 липня замок було захоплено та спалено, а більшість захисників вбито. Стратегічне значення Мстиславльського замку сприяло його швидкому відновленню. У 1660 р. за наказом царя Мстиславльський замок був знову спалений, а 46 його захисників вислано до Ярославля. У 1676 р. сейм Речі Посполитої вирішив відновити замок. Під час Північної війни 1700-21 рр. Мстиславльський замок був підірваний у серпні 1708 р. відступаючою армією Петра I. Відновлений, існував до 1772 р. (рік приєднання до Російської імперії Мстислава).